# 20e étape du Tour de France 2022
Pour un article plus général, voir Tour de France 2022.
La 20e étape du Tour de France 2022 se déroule le samedi 23 juillet 2022 entre Lacapelle-Marival et Rocamadour dans le département du Lot, sur une distance de 40,7 kilomètres en contre-la-montre individuel.

## Parcours
Cette étape de 40 km démarrant de Lacapelle-Marival ne présente pas de difficultés particulières, excepté les deux montées près de l'arrivée à Rocamadour.

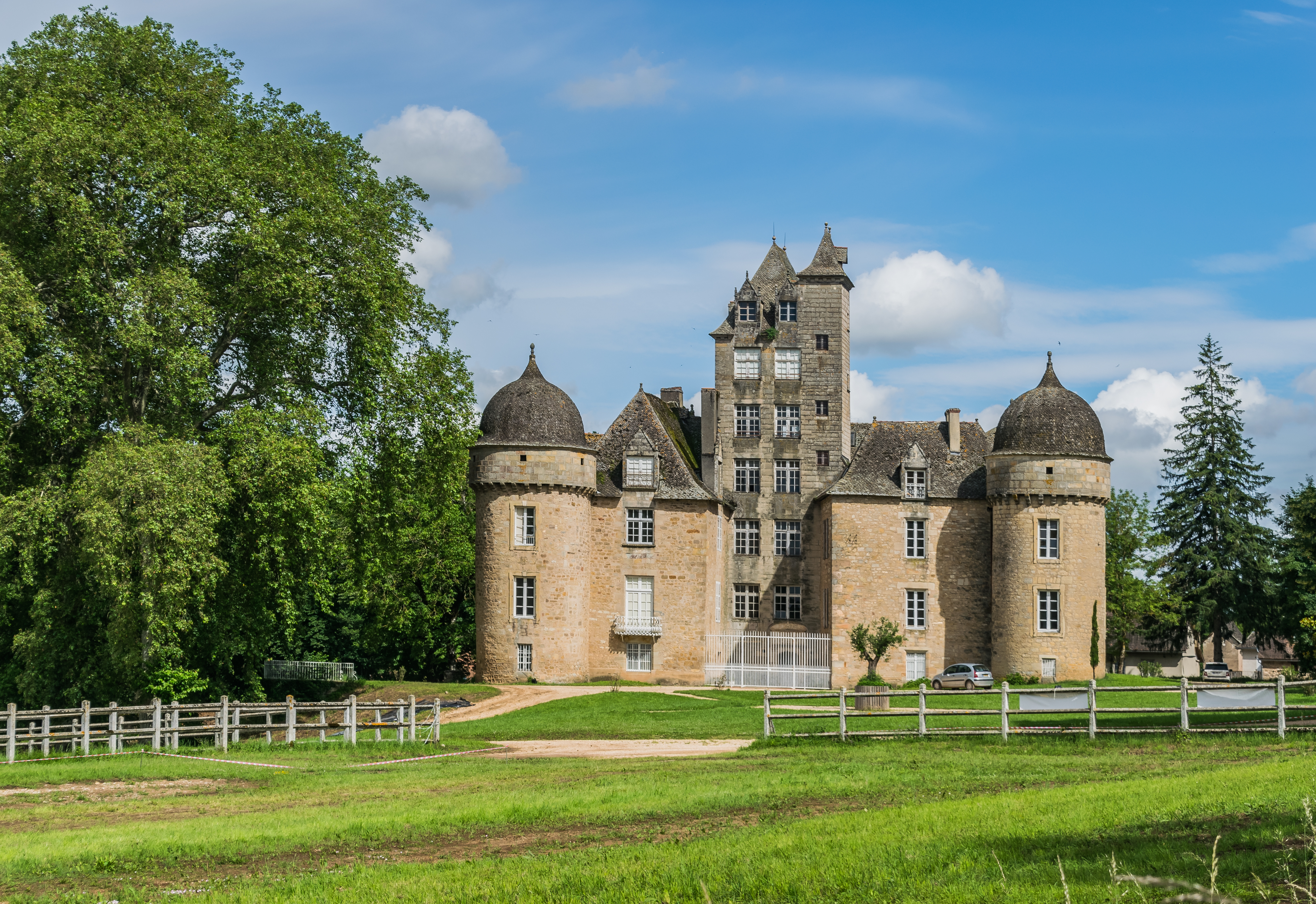
Le château d'Aynac

Les quatre premiers kilomètres de la section Lacapelle-Marival-Aynac empruntent la D940 et présentent un faible descente en suivant la vallée de l'Ouysse (pente 0,6 %). La route sinueuse monte ensuite en forêt sur 3 km à partir du lieu-dit le Bastit (pente 1,6 %). Les coureurs traversent sur du plat le village d'Aynac en longeant les murs de son château remontant au XVIe siècle. A la sortie du village, ils quittent la D940 pour monter en direction de Saignes par la D219 : montée sur 1,5 km à 2,5 %.

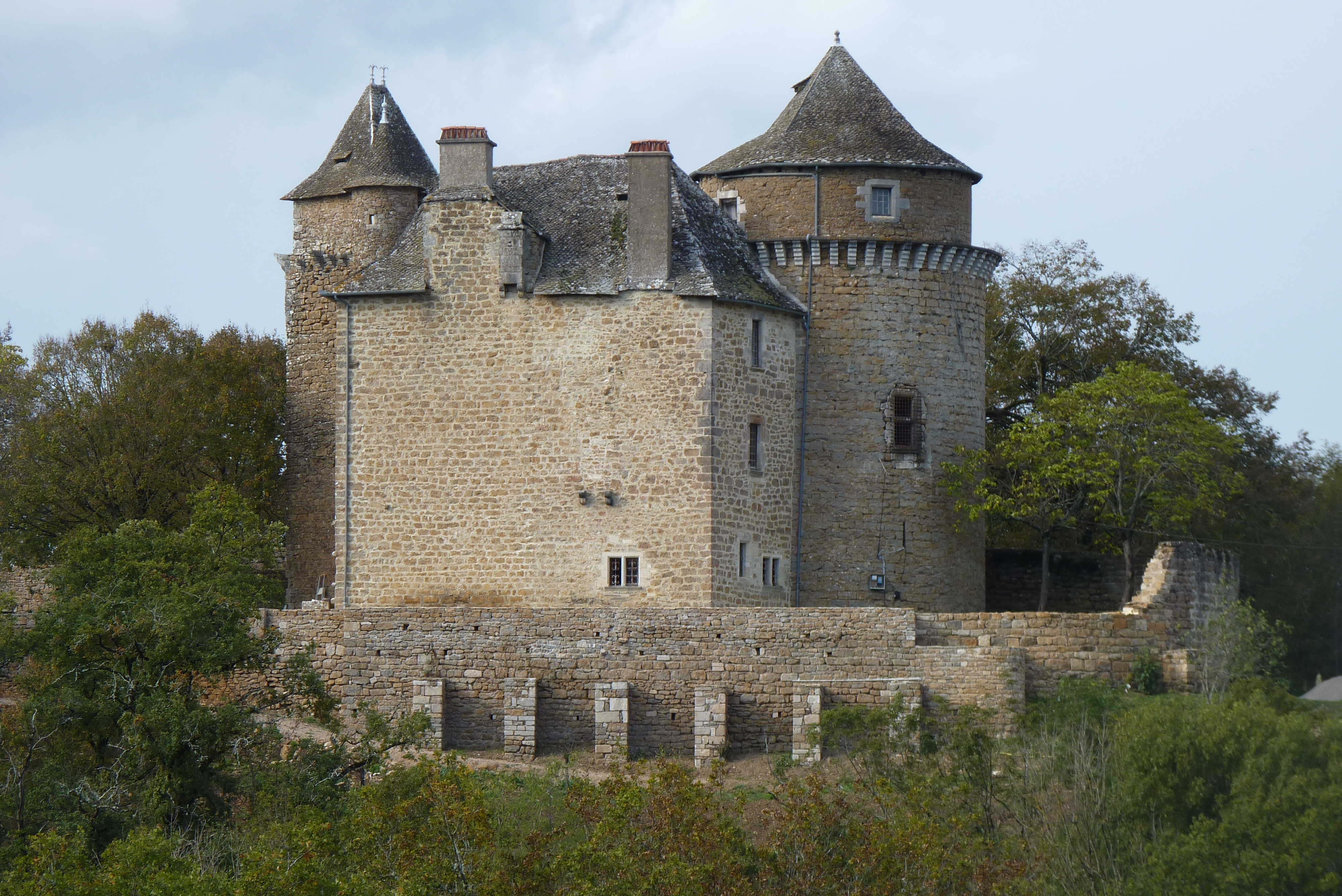
Château de Saignes

Le parcours descend ensuite sur 7,5 km par la D15 dans la vallée du ruisseau de Saignes. Il passe ensuite au pied du château, traverse le village de Biobet longe ensuite le ruisseau Alzou jusqu'à arriver dans la prairie de l'hippodrome du Tumulus. Une petite montée d'un dénivelé de 20 m permet de sortir de la vallée pour entrer dans le village de Gramat et rejoindre la D840 au bout de 2 km de légère descente.
150 m plus loin, les coureurs quittent la D840 au giratoire du Tumulus pour prendre la direction Cahors sur 1,3 km. Ils franchissent l'Alzou, passent devant le Grand-Couvent et montent la route de la gare pour prendre à droite, après le pont du chemin de fer, la D39, sur 11 km de plat en direction de Couzou. Le circuit passe aux environs du château de la Pannonie.

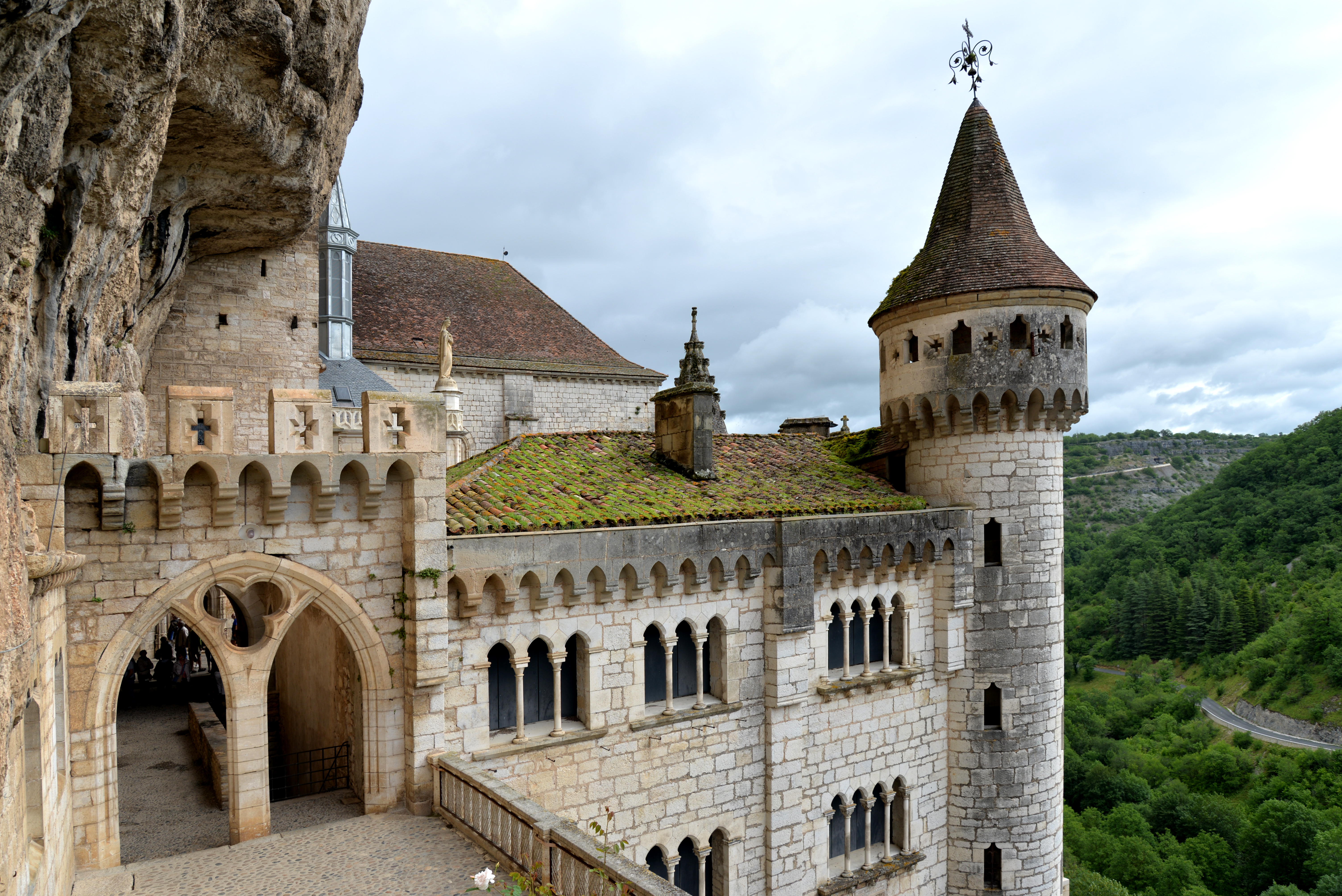
Les églises de Rocamadour

La D32 descend sur 2 km par une pente 5,5 % de pour franchir une vallée sèche et remonter sur 1,5 km par une pente de 4,6 % au col de Magès. Une descente de 2 km à 6 % avec un beau panorama Rocamadour mène au bas de la vallée de l'Alzou au pied de la cité. La route monte ensuite vers l'arrivée au lieu-dit l'Hospitalet sur 1,7 km par une pente de 7 %.

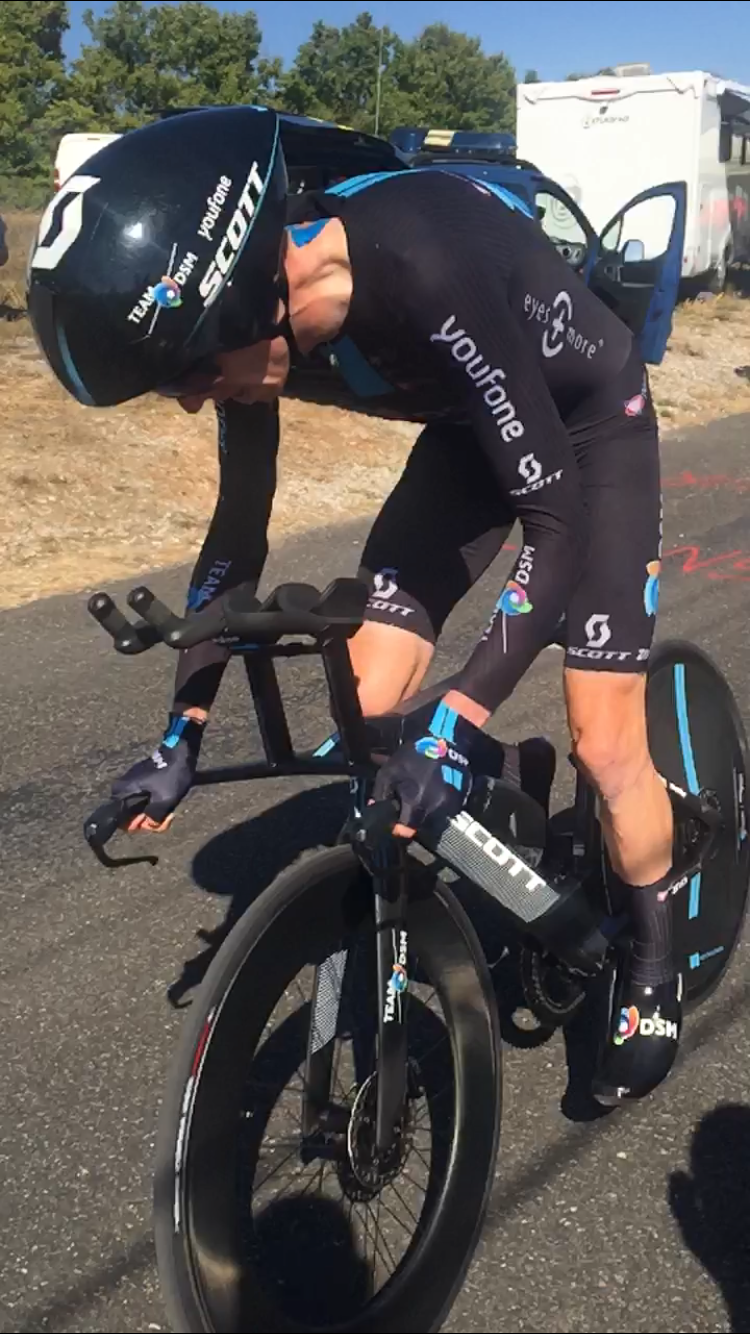
Romain Bardet lors de la 20e étape du Tour de France 2022.

## Résultats

### Classement de l'étape
| Classement de la 20e étape | Classement de la 20e étape | Classement de la 20e étape | Classement de la 20e étape | Classement de la 20e étape |
|                            | Coureur                    | Pays                       | Équipe                     | Temps                      |
| -------------------------- | -------------------------- | -------------------------- | -------------------------- | -------------------------- |
| 1er                        | Wout van Aert              | Belgique                   | Jumbo-Visma                | en 47 min 59 s             |
| 2e                         | Jonas Vingegaard           | Danemark                   | Jumbo-Visma                | + 19 s                     |
| 3e                         | Tadej Pogačar              | Slovénie                   | UAE Team Emirates          | + 27 s                     |
| 4e                         | Geraint Thomas             | Grande-Bretagne            | Ineos Grenadiers           | + 32 s                     |
| 5e                         | Filippo Ganna              | Italie                     | Ineos Grenadiers           | + 42 s                     |
| 6e                         | Bauke Mollema              | Pays-Bas                   | Trek-Segafredo             | + 1 min 22 s               |
| 7e                         | Mattia Cattaneo            | Italie                     | Quick-Step Alpha Vinyl     | + 1 min 25 s               |
| 8e                         | Fred Wright                | Grande-Bretagne            | Bahrain Victorious         | + 1 min 32 s               |
| 9e                         | Maximilian Schachmann      | Allemagne                  | Bora-Hansgrohe             | + 1 min 37 s               |
| 10e                        | Jan Tratnik                | Slovénie                   | Bahrain Victorious         | + 1 min 48 s               |
| modifier                   |                            |                            |                            |                            |

### Classement aux points intermédiaires
| Classement intermédiaire no 1 Aynac (km 10,6) | Classement intermédiaire no 1 Aynac (km 10,6) | Classement intermédiaire no 1 Aynac (km 10,6) | Classement intermédiaire no 1 Aynac (km 10,6) | Classement intermédiaire no 1 Aynac (km 10,6) |
|                                               | Coureur                                       | Pays                                          | Équipe                                        | Temps                                         |
| --------------------------------------------- | --------------------------------------------- | --------------------------------------------- | --------------------------------------------- | --------------------------------------------- |
| 1er                                           | Jonas Vingegaard                              | Danemark                                      | Jumbo-Visma                                   | en 12 min 1 s                                 |
| 2e                                            | Tadej Pogačar                                 | Slovénie                                      | UAE Team Emirates                             | + 7 s                                         |
| 3e                                            | Wout van Aert                                 | Belgique                                      | Jumbo-Visma                                   | + 8 s                                         |
| 4e                                            | Geraint Thomas                                | Grande-Bretagne                               | Ineos Grenadiers                              | + 9 s                                         |
| 5e                                            | Bauke Mollema                                 | Pays-Bas                                      | Trek-Segafredo                                | + 13 s                                        |
| 6e                                            | Fred Wright                                   | Grande-Bretagne                               | Bahrain Victorious                            | + 21 s                                        |
| 7e                                            | Filippo Ganna                                 | Italie                                        | Ineos Grenadiers                              | + 22 s                                        |
| 8e                                            | Stefan Küng                                   | Suisse                                        | Groupama-FDJ                                  | + 26 s                                        |
| 9e                                            | Mattia Cattaneo                               | Italie                                        | Quick-Step Alpha Vinyl                        | + 28 s                                        |
| 10e                                           | Jan Tratnik                                   | Slovénie                                      | Bahrain Victorious                            | + 28 s                                        |
| modifier                                      |                                               |                                               |                                               |                                               |

| Classement intermédiaire no 2 Gramat (km 22,1) | Classement intermédiaire no 2 Gramat (km 22,1) | Classement intermédiaire no 2 Gramat (km 22,1) | Classement intermédiaire no 2 Gramat (km 22,1) | Classement intermédiaire no 2 Gramat (km 22,1) |
|                                                | Coureur                                        | Pays                                           | Équipe                                         | Temps                                          |
| ---------------------------------------------- | ---------------------------------------------- | ---------------------------------------------- | ---------------------------------------------- | ---------------------------------------------- |
| 1er                                            | Jonas Vingegaard                               | Danemark                                       | Jumbo-Visma                                    | en 24 min 41 s                                 |
| 2e                                             | Wout van Aert                                  | Belgique                                       | Jumbo-Visma                                    | + 7 s                                          |
| 3e                                             | Geraint Thomas                                 | Grande-Bretagne                                | Ineos Grenadiers                               | + 13 s                                         |
| 4e                                             | Tadej Pogačar                                  | Slovénie                                       | UAE Team Emirates                              | + 20 s                                         |
| 5e                                             | Filippo Ganna                                  | Italie                                         | Ineos Grenadiers                               | + 32 s                                         |
| 6e                                             | Bauke Mollema                                  | Pays-Bas                                       | Trek-Segafredo                                 | + 36 s                                         |
| 7e                                             | Mattia Cattaneo                                | Italie                                         | Quick-Step Alpha Vinyl                         | + 45 s                                         |
| 8e                                             | Stefan Küng                                    | Suisse                                         | Groupama-FDJ                                   | + 46 s                                         |
| 9e                                             | Nils Politt                                    | Allemagne                                      | Bora-Hansgrohe                                 | + 48 s                                         |
| 10e                                            | Jan Tratnik                                    | Slovénie                                       | Bahrain Victorious                             | + 50 s                                         |
| modifier                                       |                                                |                                                |                                                |                                                |

| \| Classement intermédiaire no 3 Couzou (km 32,6) \| Classement intermédiaire no 3 Couzou (km 32,6) \| Classement intermédiaire no 3 Couzou (km 32,6) \| Classement intermédiaire no 3 Couzou (km 32,6) \| Classement intermédiaire no 3 Couzou (km 32,6) \| \| \| Coureur \| Pays \| Équipe \| Temps \| \| ---------------------------------------------- \| ---------------------------------------------- \| ---------------------------------------------- \| ---------------------------------------------- \| ---------------------------------------------- \| \| 1er \| Jonas Vingegaard \| Danemark \| Jumbo-Visma \| en 36 min 44 s \| \| 2e \| Wout van Aert \| Belgique \| Jumbo-Visma \| + 2 s \| \| 3e \| Geraint Thomas \| Grande-Bretagne \| Ineos Grenadiers \| + 5 s \| \| 4e \| Tadej Pogačar \| Slovénie \| UAE Team Emirates \| + 22 s \| \| 5e \| Filippo Ganna \| Italie \| Ineos Grenadiers \| + 25 s \| \| 6e \| Mattia Cattaneo \| Italie \| Quick-Step Alpha Vinyl \| + 52 s \| \| 7e \| Bauke Mollema \| Pays-Bas \| Trek-Segafredo \| + 53 s \| \| 8e \| Jan Tratnik \| Slovénie \| Bahrain Victorious \| + 1 min 6 s \| \| 9e \| Fred Wright \| Grande-Bretagne \| Bahrain Victorious \| + 1 min 8 s \| \| 10e \| Stefan Küng \| Suisse \| Groupama-FDJ \| + 1 min 13 s \| \| modifier \| \| \| \| \| |                  |                 |                        |                |
| Classement intermédiaire no 3 Couzou (km 32,6) |                  |                 |                        |                |
| | Coureur          | Pays            | Équipe                 | Temps          |
| 1er | Jonas Vingegaard | Danemark        | Jumbo-Visma            | en 36 min 44 s |
| 2e | Wout van Aert    | Belgique        | Jumbo-Visma            | + 2 s          |
| 3e | Geraint Thomas   | Grande-Bretagne | Ineos Grenadiers       | + 5 s          |
| 4e | Tadej Pogačar    | Slovénie        | UAE Team Emirates      | + 22 s         |
| 5e | Filippo Ganna    | Italie          | Ineos Grenadiers       | + 25 s         |
| 6e | Mattia Cattaneo  | Italie          | Quick-Step Alpha Vinyl | + 52 s         |
| 7e | Bauke Mollema    | Pays-Bas        | Trek-Segafredo         | + 53 s         |
| 8e | Jan Tratnik      | Slovénie        | Bahrain Victorious     | + 1 min 6 s    |
| 9e | Fred Wright      | Grande-Bretagne | Bahrain Victorious     | + 1 min 8 s    |
| 10e | Stefan Küng      | Suisse          | Groupama-FDJ           | + 1 min 13 s   |
| modifier |                  |                 |                        |                |

### Points attribués
| Arrivée d'étape Rocamadour (km 40,7) | Arrivée d'étape Rocamadour (km 40,7) | Arrivée d'étape Rocamadour (km 40,7) | Arrivée d'étape Rocamadour (km 40,7) | Arrivée d'étape Rocamadour (km 40,7) |
| ------------------------------------ | ------------------------------------ | ------------------------------------ | ------------------------------------ | ------------------------------------ |
|                                      | Coureur                              | Pays                                 | Équipe                               | Point(s)                             |
| 1er                                  | Wout van Aert                        | Belgique                             | Jumbo-Visma                          | 20                                   |
| 2e                                   | Jonas Vingegaard                     | Danemark                             | Jumbo-Visma                          | 17                                   |
| 3e                                   | Tadej Pogačar                        | Slovénie                             | UAE Team Emirates                    | 15                                   |
| 4e                                   | Geraint Thomas                       | Grande-Bretagne                      | Ineos Grenadiers                     | 13                                   |
| 5e                                   | Filippo Ganna                        | Italie                               | Ineos Grenadiers                     | 11                                   |
| 6e                                   | Bauke Mollema                        | Pays-Bas                             | Trek-Segafredo                       | 10                                   |
| 7e                                   | Mattia Cattaneo                      | Italie                               | Quick-Step Alpha Vinyl               | 9                                    |
| 8e                                   | Fred Wright                          | Grande-Bretagne                      | Bahrain Victorious                   | 8                                    |
| 9e                                   | Maximilian Schachmann                | Allemagne                            | Bora-Hansgrohe                       | 7                                    |
| 10e                                  | Jan Tratnik                          | Slovénie                             | Bahrain Victorious                   | 6                                    |
| 11e                                  | Stefan Küng                          | Suisse                               | Groupama-FDJ                         | 5                                    |
| 12e                                  | Nils Politt                          | Allemagne                            | Bora-Hansgrohe                       | 4                                    |
| 13e                                  | Mikkel Bjerg                         | Danemark                             | UAE Team Emirates                    | 3                                    |
| 14e                                  | Alberto Bettiol                      | Italie                               | EF Education-EasyPost                | 2                                    |
| 15e                                  | Dylan van Baarle                     | Pays-Bas                             | Ineos Grenadiers                     | 1                                    |
| modifier                             |                                      |                                      |                                      |                                      |

## Classements à l'issue de l'étape

### Classement général
| Classement général | Classement général | Classement général | Classement général                 | Classement général  |
|                    | Coureur            | Pays               | Équipe                             | Temps               |
| ------------------ | ------------------ | ------------------ | ---------------------------------- | ------------------- |
| 1er                | Jonas Vingegaard   | Danemark           | Jumbo-Visma                        | en 76 h 33 min 57 s |
| 2e                 | Tadej Pogačar      | Slovénie           | UAE Team Emirates                  | + 3 min 34 s        |
| 3e                 | Geraint Thomas     | Grande-Bretagne    | Ineos Grenadiers                   | + 8 min 13 s        |
| 4e                 | David Gaudu        | France             | Groupama-FDJ                       | + 13 min 56 s       |
| 5e                 | Aleksandr Vlasov   | Bannière neutre    | Bora-Hansgrohe                     | + 16 min 37 s       |
| 6e                 | Nairo Quintana     | Colombie           | Arkéa-Samsic                       | + 17 min 24 s       |
| 7e                 | Romain Bardet      | France             | Team DSM                           | + 19 min 2 s        |
| 8e                 | Louis Meintjes     | Afrique du Sud     | Intermarché-Wanty-Gobert Matériaux | + 19 min 12 s       |
| 9e                 | Alexey Lutsenko    | Kazakhstan         | Astana Qazaqstan                   | + 23 min 47 s       |
| 10e                | Adam Yates         | Grande-Bretagne    | Ineos Grenadiers                   | + 25 min 43 s       |
| modifier           |                    |                    |                                    |                     |

| Classement par points | Classement par points | Classement par points | Classement par points   | Classement par points |
| --------------------- | --------------------- | --------------------- | ----------------------- | --------------------- |
|                       | Coureur               | Pays                  | Équipe                  | Point(s)              |
| 1er                   | Wout van Aert         | Belgique              | Jumbo-Visma             | 480 points            |
| 2e                    | Tadej Pogačar         | Slovénie              | UAE Team Emirates       | 250 pts               |
| 3e                    | Jasper Philipsen      | Belgique              | Alpecin-Deceuninck      | 236 pts               |
| 4e                    | Christophe Laporte    | France                | Jumbo-Visma             | 171 pts               |
| 5e                    | Mads Pedersen         | Danemark              | Trek-Segafredo          | 158 pts               |
| 6e                    | Jonas Vingegaard      | Danemark              | Jumbo-Visma             | 157 pts               |
| 7e                    | Fabio Jakobsen        | Pays-Bas              | Quick-Step Alpha Vinyl  | 155 pts               |
| 8e                    | Michael Matthews      | Australie             | Team BikeExchange-Jayco | 133 pts               |
| 9e                    | Peter Sagan           | Slovaquie             | TotalEnergies           | 104 pts               |
| 10e                   | Geraint Thomas        | Grande-Bretagne       | Ineos Grenadiers        | 98 pts                |
| modifier              |                       |                       |                         |                       |

| Classement du meilleur grimpeur | Classement du meilleur grimpeur | Classement du meilleur grimpeur | Classement du meilleur grimpeur    | Classement du meilleur grimpeur |
| ------------------------------- | ------------------------------- | ------------------------------- | ---------------------------------- | ------------------------------- |
|                                 | Coureur                         | Pays                            | Équipe                             | Point(s)                        |
| 1er                             | Jonas Vingegaard                | Danemark                        | Jumbo-Visma                        | 72 points                       |
| 2e                              | Simon Geschke                   | Allemagne                       | Cofidis                            | 64 pts                          |
| 3e                              | Giulio Ciccone                  | Italie                          | Trek-Segafredo                     | 61 pts                          |
| 4e                              | Tadej Pogačar                   | Slovénie                        | UAE Team Emirates                  | 61 pts                          |
| 5e                              | Wout van Aert                   | Belgique                        | Jumbo-Visma                        | 59 pts                          |
| 6e                              | Thibaut Pinot                   | France                          | Groupama-FDJ                       | 52 pts                          |
| 7e                              | Louis Meintjes                  | Afrique du Sud                  | Intermarché-Wanty-Gobert Matériaux | 39 pts                          |
| 8e                              | Neilson Powless                 | États-Unis                      | EF Education-EasyPost              | 37 pts                          |
| 9e                              | Pierre Latour                   | France                          | TotalEnergies                      | 35 pts                          |
| 10e                             | Geraint Thomas                  | Grande-Bretagne                 | Ineos Grenadiers                   | 32 pts                          |
| modifier                        |                                 |                                 |                                    |                                 |

| Classement général du meilleur jeune | Classement général du meilleur jeune | Classement général du meilleur jeune | Classement général du meilleur jeune | Classement général du meilleur jeune |
|                                      | Coureur                              | Pays                                 | Équipe                               | Temps                                |
| ------------------------------------ | ------------------------------------ | ------------------------------------ | ------------------------------------ | ------------------------------------ |
| 1er                                  | Tadej Pogačar                        | Slovénie                             | UAE Team Emirates                    | en 76 h 37 min 31 s                  |
| 2e                                   | Tom Pidcock                          | Grande-Bretagne                      | Ineos Grenadiers                     | + 57 min 34 s                        |
| 3e                                   | Brandon McNulty                      | États-Unis                           | UAE Team Emirates                    | + 1 h 27 min 43 s                    |
| 4e                                   | Matteo Jorgenson                     | États-Unis                           | Movistar                             | + 1 h 31 min 14 s                    |
| 5e                                   | Andreas Leknessund                   | Norvège                              | Team DSM                             | + 1 h 54 min 48 s                    |
| 6e                                   | Michael Storer                       | Australie                            | Groupama-FDJ                         | + 2 h 19 min 39 s                    |
| 7e                                   | Georg Zimmermann                     | Allemagne                            | Intermarché-Wanty-Gobert Matériaux   | + 2 h 36 min 34 s                    |
| 8e                                   | Kevin Geniets                        | Luxembourg                           | Groupama-FDJ                         | + 2 h 45 min 2 s                     |
| 9e                                   | Fred Wright                          | Grande-Bretagne                      | Bahrain Victorious                   | + 3 h 1 min 25 s                     |
| 10e                                  | Stan Dewulf                          | Belgique                             | AG2R Citroën                         | + 3 h 25 min 4 s                     |
| modifier                             |                                      |                                      |                                      |                                      |

| Classement par équipes | Classement par équipes | Classement par équipes | Classement par équipes |
|                        | Équipe                 | Pays                   | Temps                  |
| ---------------------- | ---------------------- | ---------------------- | ---------------------- |
| 1re                    | Ineos Grenadiers       | Grande-Bretagne        | en 230 h 7 min 4 s     |
| 2e                     | Groupama-FDJ           | France                 | + 37 min 33 s          |
| 3e                     | Jumbo-Visma            | Pays-Bas               | + 42 min 44 s          |
| 4e                     | Bora-Hansgrohe         | Allemagne              | + 1 h 48 min 15 s      |
| 5e                     | Movistar               | Espagne                | + 2 h 11 min 45 s      |
| 6e                     | UAE Team Emirates      | Émirats arabes unis    | + 2 h 16 min 35 s      |
| 7e                     | Bahrain Victorious     | Bahreïn                | + 2 h 58 min 32 s      |
| 8e                     | Team DSM               | Pays-Bas               | + 3 h 26 min 31 s      |
| 9e                     | Arkéa-Samsic           | France                 | + 3 h 57 min 14 s      |
| 10e                    | Astana Qazaqstan       | Kazakhstan             | + 3 h 59 min 23 s      |
| modifier               |                        |                        |                        |

## Abandons
Un coureur quitte le Tour ce jour-là :
- Nathan Van Hooydonck (Jumbo-Visma) : non partant